# Romería de San Vitoiro

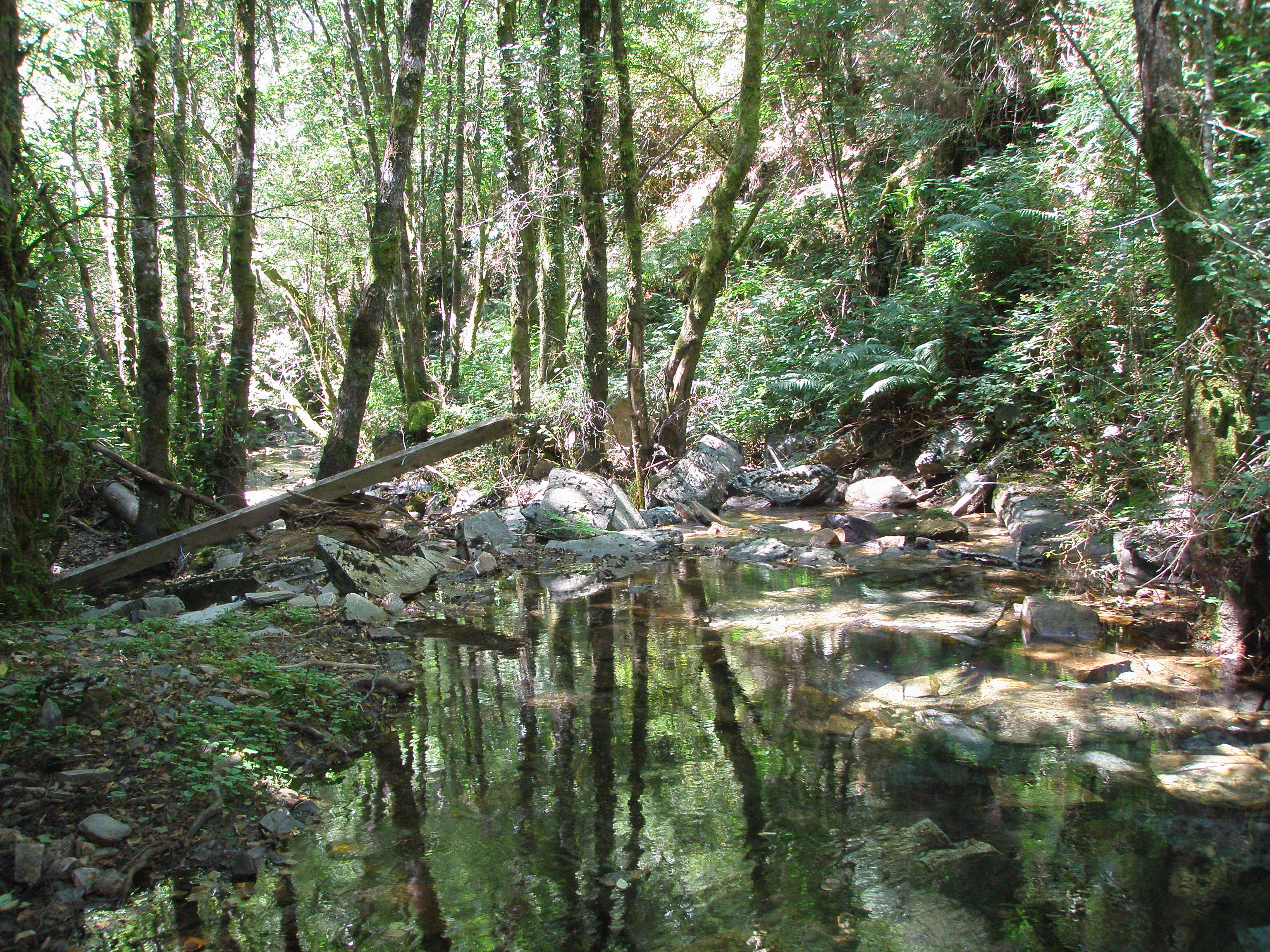
El río Saa junto a la capilla de San Vitoiro.

La Romería de San Vitoiro es una festividad que se celebra anualmente en el municipio lucense de A Pobra do Brollón, Galicia (España), el 27 de agosto, día festivo local. Tiene lugar junto a una pequeña capilla situada en un valle entre montañas, junto al río Saa, a unos 8 km de la capitalidad municipal.
San Vitoiro es el patrón de siete lugares del municipio, situados en esa zona montañosa, que son Forgas, en la parroquia de Ferreiros, y O Busto, Covadelas, Lebrón, Penadexo, Pradelas y Teixeira, todos ellos en la parroquia de Saa.
Según la leyenda, San Vitoiro apareció en esa zona y por eso se construyó la capilla a mediados del siglo XIX.
Las fiestas duran dos días, el 27 y el 28 de agosto, y en el programa festivo destacan los actos religiosos y las fiestas y verbenas con grupos musicales. Es habitual que las familias del municipio pasen el día en la zona, comiendo junto al río Saa.